# واحد جداسازی خلأ
جداسازی خلا (Vacuum Distillation)به منظور جداسازی بیشتر ته مانده مواد از برج جداسازی اتمسفریک (Atmospheric Residue) که به دماهای بیشتری نیازمند است از کاهش فشار استفاده می‌گردد تا از شکستن گرمایی (Thermal Cracking) جلوگیری گردد. اساس کار جداسازی در خلا بر مبنای اساس کاری جداسازی اتمسفریک استوار است از برج‌های با قطر بزرگتر استفاده می‌گردد تا سرعت بخار بیشتری در فشار پایین‌تر بدست آید.
تجهیزات بکار رفته برای برج خلا مشابه تجهیزات برج اتمسفریک می‌باشد. محصولات برج جداساز خلا (مرحله اول) شامل است بر نفت، گاز، محصولات برای روغنکاری و مواد باقی‌مانده سنگین برای De-asphalting پروپان‌ها مرحله دوم برج جداساز که در فشارهای خلا پایین‌تری کار می‌کند توانایی تقطیر و جداسازی مابقی مواد باقی‌مانده از برج تقطیر اتمسفریک را که در برج خلا اول برای خوراک مواد روغنکاری استفاده نشده که برای De-asphalting استفاده نشده‌اند را به کار می‌برد. نوعاً از برج‌های تقطیر خلا برای جداسازی خوراک واحدهای کاتالیستی استفاده می‌کنند.